# Sheila McCarthy

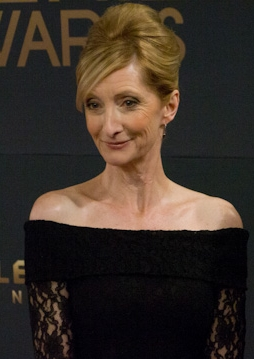
Sheila McCarthy (2012)

Sheila McCarthy (* 1. Januar 1956 in Toronto, Ontario) ist eine kanadische Schauspielerin.

## Leben und Leistungen
McCarthy debütierte in einer Folge der Fernsehserie Today’s Special im Jahr 1983. Im selben Jahr trat sie in dem Musical Godspell im Grand Theatre in London, Ontario, auf. Dabei lernte sie den Schauspieler Peter Donaldson kennen, den sie heiratete. Beide haben miteinander zwei 1988 und 1992 geborene Töchter.
Die Hauptrolle in der kanadischen Filmkomödie Gesang der Meerjungfrauen (1987) von Patricia Rozema brachte McCarthy im Jahr 1988 einen Genie Award ein. Im selben Jahr war sie für ihre Rolle im Film A Nest of Singing Birds (1987) für einen Gemini Award nominiert. In dem Filmdrama Sommerparadies (1991) war sie neben Melanie Griffith, Don Johnson, Elijah Wood und Thora Birch zu sehen. Für die Hauptrolle in dem Film Paradies mit kleinen Fehlern (1993) gewann sie 1993 erneut einen Genie Award. Ihre Rolle in der Fernsehserie Emily of New Moon brachte ihr im Jahr 1998 einen Gemini Award sowie im Jahr 1999 eine weitere Nominierung für den gleichen Preis ein.
Bei dem für das Fernsehen produzierten Abenteuerfilm Mama – Voll cool (2000) übernahmen McCarthy und ihr Ehemann größere Rollen; außerdem war McCarthy am Drehbuch und an der Produktion beteiligt.

## Filmografie (Auswahl)
- 1982: Hangin’ In (Fernsehserie, Folge 2x06 The Princess and the Pea)
- 1986: 9B
- 1987: Gesang der Meerjungfrauen (I’ve Heard the Mermaids Singing)
- 1987: A Nest of Singing Birds
- 1990: Stirb langsam 2 (Die Hard 2)
- 1990: Fremde Schatten (Pacific Heights)
- 1991: Eine unhimmlische Mission (Bright Angel)
- 1991: Sommerparadies (Paradise)
- 1991: Stepping Out
- 1992: Beethoven Lives Upstairs
- 1993: Paradies mit kleinen Fehlern (The Lotus Eaters)
- 1998: Emily of New Moon (Fernsehserie)
- 2000: Mama – Voll cool (Virtual Mom)
- 2000: Marvin, das steppende Pferd (Zeichentrickserie)

- 2001: Rare Birds
- 2003: Das Wunder der Lions (Full Court Miracle)
- 2004: The Day After Tomorrow
- 2004: Being Julia
- 2005: Missing – Verzweifelt gesucht (Missing, Fernsehserie, 1 Folge)
- 2005: Reicher Hund mit Herz (Bailey’s Billion$)
- 2006: Partygirls auf Mission (Cow Belles)
- 2007: Frühstück mit Scot (Breakfast with Scot)
- 2007: The Stone Angel
- 2007–2012: Unsere kleine Moschee (Little Mosque on the Prairie, Fernsehserie, 91 Folgen)
- 2011: Rookie Blue (Fernsehserie, 1 Folge)
- 2013: Murdoch Mysteries (Fernsehserie, 1 Folge)
- 2014: Saving Hope (Fernsehserie, 1 Folge)
- 2015, 2017: Orphan Black (Fernsehserie, 2 Folgen)
- 2016: Conviction (Fernsehserie, 1 Folge)
- 2018: The Detail (Fernsehserie, 3 Folgen)
- 2019: Anne with an E (Fernsehserie, 1 Folge)
- 2019: Private Eyes (Fernsehserie, 1 Folge)
- 2019: Star Trek: Discovery (Fernsehserie, 1 Folge)
- 2019, 2024: The Umbrella Academy (Fernsehserie, 11 Folgen)
- 2020: Like a House on Fire
- 2020: The Broken Hearts Gallery
- 2020: Happy Place
- 2021: The Good Doctor (Fernsehserie, 1 Folge)
- 2021: Like a House on Fire
- 2021: The Middle Man
- 2022: Christmas in Rockwell (Fernsehfilm)
- 2022: Die Aussprache (Women Talking)